# 乘丘县
乘丘县，中国古县名。
《汉书·地理志》作椉丘县（椉是乘的本字），西汉于春秋鲁国的乘丘之地置乘丘县，治所在今山东省兖州区西北。属泰山郡，地处泰山郡西南部，与东平国的樊县、山阳郡的瑕丘县相邻。东汉时省废。
隋文帝开皇十六年（596年）再置乘丘县，属郓州。治所在今山东巨野县大李集乡。隋炀帝大业初年并入巨野县。唐高祖武德四年（621年）分乘氏县复置，仍属郓州。唐太宗贞观元年（627年）废，地入巨野县。